# Chris Knierim
Christopher Knierim (Tucson, 5 novembre 1987) è un ex pattinatore artistico su ghiaccio statunitense, medaglia di bronzo nella gara a squadre alle Olimpiadi di Pyeongchang 2018 in coppia con la moglie Alexa Scimeca Knierim.

## Biografia
Knierim ha fatto il suo debutto internazionale, vincendo l'oro all'Ice Challenge 2011, gareggiando insieme ad Andrea Poapst durante la stagione 2011-12. Terminata la stagione, nell'aprile 2012 ha formato una nuova coppia con Alexa Scimeca. Knierim e Scimeca vincono la medaglia di bronzo ai Campionati dei Quattro continenti di Taipei 2014 e l'anno successivo si laureano per la prima volta campioni nazionali statunitensi.
Ai Campionati dei Quattro continenti di Taipei 2016 si piazzano secondi, stabilendo con 140.35 punti nel programma libero e 207.96 punti complessivi il punteggio record internazionale mai fatto registrare da una coppia statunitense. Nell'aprile dello stesso anno Alexa inizia ad accusare i sintomi di una rara malattia gastrointestinale che pone la sua vita in pericolo, costringendola a sottoporsi una serie di interventi chirurgici addominali interrompendo momentaneamente l'attività agonistica. Già fidanzatisi tempo addietro, il 26 giugno 2016 Chris e Alexa si sposano a Colorado Springs.
Partecipano alle Olimpiadi di Pyeongchang 2018 prendendo parte al programma corto e a quello libero della gara a squadre, contribuendo al bronzo vinto dagli Stati Uniti d'America. Nel pattinaggio a coppie terminano in quindicesima posizione.
Nel febbraio 2020, prima dell'inizio dei Mondiali di Montréal, Chris Knierim annuncia il suo ritiro dall'attività agonistica rivelando di avere subito una serie continua di infortuni e di avere sofferto di una depressione.

## Palmarès
(In coppia con Scimeca Knierim)
| Giochi olimpici                                                                         |    |    |             |             |     | 15º |    |    |
| Campionati mondiali                                                                     | 9º |    | 7º          | 9º          | 10º | 15º |    |    |
| Campionati dei Quattro continenti                                                       |    | 3º | 5º          | 2º          | 6º  |     |    |    |
| GP Finale                                                                               |    |    |             | 7º          |     |     |    |    |
| GP Bompard                                                                              |    |    | 4º          |             |     |     |    |    |
| GP Cup of China                                                                         |    | 5º |             |             |     |     |    |    |
| GP NHK Trophy                                                                           | 4º |    |             | 3º          |     | 5º  | 3º | 7º |
| GP Rostelecom Cup                                                                       |    | 6º |             |             |     |     |    |    |
| GP Skate America                                                                        |    |    | 4º          | 2º          |     | 5º  | 4º |    |
| GP Skate Canada                                                                         |    |    |             |             |     |     |    | 4º |
| CS Golden Spin                                                                          |    |    |             |             |     |     | 2º |    |
| CS Ice Challenge                                                                        |    |    |             | 1º          |     |     |    |    |
| CS Nebelhorn Trophy                                                                     |    |    | 3º          | 2º          |     |     | 2º | 2º |
| CS U.S. Classic                                                                         |    |    | 1º          |             |     | 2º  |    |    |
| Coppa Internazionale di Nizza                                                           | 1º |    |             |             |     |     |    |    |
| Nepela Trophy                                                                           |    | 3º |             |             |     |     |    |    |
| Nazionali                                                                               |    |    |             |             |     |     |    |    |
| Campionati statunitensi                                                                 | 2º | 4º | 1º          | 2º          |     | 1º  | 7º | 1º |
| Team events                                                                             |    |    |             |             |     |     |    |    |
| Giochi olimpici                                                                         |    |    |             |             |     | 3º  |    |    |
| World Team Trophy                                                                       |    |    | 1º T (4º P) |             |     |     |    |    |
| Team Challenge Cup                                                                      |    |    |             | 1º T (3º P) |     |     |    |    |
| CS = Challenger Series; GP = Grand Prix; T = risultato squadra; P = risultato personale |    |    |             |             |     |     |    |    |